# Yushan
För andra betydelser, se Yushan (olika betydelser).
Yushan (kinesiska: 玉山, Yǜ Shān, Wade-Giles : Yü Shan "jadeberget") är med en höjd på 3 997 meter över havet Taiwans högsta berg.
I västvärlden kallades berget länge Mount Morrisson efter ledaren på fartyget USS Alexander som 1857 nedtecknade den första beskrivningen av berget. Under tiden då Taiwan tillhörde Japan kallades berget Niitakayama ("det nya höga berget") på grund av att berget är högre än Fuji.
Berget består av skiffer och kvartsit. Bergets topparti är snötäckt vintertid. 